# Висунська сільська громада
Висунська сільська об'єднана територіальна громада — колишня об'єднана територіальна громада в Україні, в Березнегуватському районі Миколаївської області. Адміністративний центр — село Висунськ.
Утворена 6 серпня 2018 року шляхом об'єднання Висунської та Любомирівської сільських рад Березнегуватського району.
15 квітня 2020 року Кабінет Міністрів України затвердив перспективний план формування територій громад Миколаївської області, в якому Висунська ОТГ відсутня, а Висунська та Любомирівська сільські ради включені до Березнегуватської ОТГ.

## Населені пункти
До складу громади входять 8 сіл: Василівка, Веселий Кут, Висунськ, Любомирівка, Одрадне, Пришиб, Семенівка та Яковлівка.